# Werigand (Friaul)
Werigand (* um 970; † um 1051) war Graf von Friaul und Istrien sowie Vogt des Herzogs von Kärnten und Vogt von St. Peter in Salzburg.

## Namensvarianten
Werigandus, Werigant, Weriant, Wergant, Werichen, Werihent, Werinhent, Varient, Warientus, Wezzelin

## Leben
Werigand war wahrscheinlich ein Sohn von Azzo (Adalbert), der 965 Vogt des Patriarchen Rodoald von Aquileia in Istrien war. Er verwaltete wichtige Kirchenlehen Aquileias.
1001 schenkte König Otto III. dem Grafen die Hälfte des Schlosses Silikano und des Hofes Gorizia sowie des dazugehörigen Landes zwischen Isonzo und Wippach samt Gebirgen. Der Empfänger der anderen Hälfte, Patriarch Johann, bekämpfte die Schenkung, wurde aber beim Gerichtstag zu Verona im selben Jahr abgewiesen; die Urkunde bezeichnet Werigand als Graf der Grafschaft Friaul.
Beim Gerichtstag am 19. Mai 1027 zu Verona, welchen König Konrad II. zur Entscheidung des Streites zwischen Patriarch Poppo von Aquileia und Herzog Adalbero von Kärnten abhielt, erscheint Graf Werigand unter dem Namen Wezzelin als Vogt des Herzogs und als Gewaltbote.
In einer Urkunde einer Wildbann-Verleihung an Patriarch Poppo 1028 scheint Werigand als Graf Warientus im Gau Friaul auf.
Um 1051 sind mehrere Schenkungen Gräfin Willibirgs, seiner Witwe, zu Gunsten Geisenfelds zum Gedächtnis ihres Gatten Werigand beurkundet.
Ein Ludwig, den man 1056 und 1060 als Grafen von Friaul findet, könnte Werigands Sohn oder Enkel gewesen sein.

## Familie
Werigand war verheiratet mit Willibirg, Erbtochter von Ebersberg († nach 1056), Tochter von Markgraf Ulrich; ihre Nachkommen waren:
- Azzo (Adalbert) (1028)
- ?Ludwig (1056 und 1060 Graf von Friaul)
- Hadamut (Azzika), Erbin von Istrien, ⚭ Poppo I. von Weimar, Markgraf von Istrien
- Liutgard, ⚭ Engelbert IV., Graf im Puster-, Nori- und Lavanttal, Domvogt von Salzburg
- Gerbirg, Äbtissin in Geisenfeld